# Amathia woodsii
Amathia woodsii är en mossdjursart som först beskrevs av Goldstein 1879.  Amathia woodsii ingår i släktet Amathia och familjen Vesiculariidae. Inga underarter finns listade i Catalogue of Life.